# Changsha
Changsha (xinès tradicional: 長沙, xinès simplificat: 长沙, pinyin: Changsha, literalment: Llarg banc de sorra) és una ciutat-prefectura capital de la província de Hunan a la República Popular de la Xina. Ocupa una àrea d'11.819 km² i la seva població metropolitana és de 7.044.118 habitants i neta de 2.131.620 (2010).

## Administració
La ciutat prefectura de Changsha es divideix en 6 districtes, 1 ciutat-municipi i 2 comtats.
- Districte Furong (芙蓉 区)
- Districte Tianxin (天心区)
- Districte Yuelu (岳麓 区)
- Districte Kaifu (开 福 区)
- Districte Yuhua (雨花 区)
- Districte Wangcheng (望 城区)
- Ciutat Liuyang (浏阳 市)
- Comtat Changsha (长沙 县)
- Comtat Ningxiang (宁乡 县)

## Història
Molt probablement la ciutat ja era un assentament en el primer mil·lenni aC. L'any 202 aC ja era una ciutat fortificada. Durant la dinastia Han, va ser la capital del regne de Changsha.
Durant la dinastia Song la ciutat va adquirir el rang de comtat. Va ser també durant aquest període quan es va fundar l'Acadèmia Yuelu en la qual va fer classes el filòsof Zhu Xi. Aquesta escola va ser destruïda pels mongols i reconstruïda durant la dinastia Ming. El 1903 va esdevenir l'Institut de Hunan i alguns edificis es van restaurar entre 1981 i 1986 seguint l'estil arquitectònic dels Song.
El tractat de Xangai de 1903 signat per la Xina i el Japó va obrir la ciutat al comerç estranger. Els primers anys del líder Mao Zedong estan íntimament vinculats a la ciutat. Mao estudiar a Changsha, ciutat a la qual va retornar per exercir de professor entre 1920 i 1923.
Entre 750 i 1100 Changsha va tenir un paper important en el comerç i la seva població va augmentar considerablement. Sota la dinastia Qing, des de 1664, va ser la capital de la província Hunan, i va ser un dels principals mercat d'arròs. Va ser assetjada durant la Rebel·lió dels Taiping, però mai no va caure. Fou escenari d'importants batalles en la Segona Guerra Sinojaponesa de 1937-1945, incendiada per Chiang Kai-shek el 1938 i va ser ocupada breument pels japonesos. Reconstruïda a partir de 1949, la ciutat és ara un important port i centre comercial i industrial. Aquesta ciutat va ser triada el 2013 per acollir l'Sky City, el gratacel més gran del món amb 838 metres i 200 plantes.

## Economia
La població de Changsha gairebé es va triplicar entre l'inici de la seva reconstrucció el 1949 fins a principis de 1980. La ciutat és ara un port important, que mobilitza arròs, cotó, fusta i bestiar, és un centre de molta d'arròs i també d'extracció d'oli, te, tabac i processament de carn. La seva indústria tèxtil produeix filats de cotó i teixits. Produeix químics agrícoles i fertilitzants. Per la ciutat passa la via fèrria que va de Hankou a Guangzhou.

## Metro
El metro de Changsha és el projecte de sistema de transport massiu per a la ciutat, una xarxa de sis línies. Les dues primeres línies en construcció estan previstes per obrir el 2015. La línia 1 va de nord a sud i la línia 2 va d'oest a est.

## Aeroport
L'aeroport de la ciutat és l'Aeroport Internacional de Changsha Huanghua (长沙 黄花 国际 机场) Situat a uns 20 quilòmetres del centre de la ciutat al comtat Huanghua, l'aeroport compta amb dos edificis terminals i actualment és un dels aeroports amb més trànsit al país. És el segon aeroport que serveix per Changsha i s'utilitzen principalment per a finalitats militars.

## Zona de desenvolupament
Per obrir pas a l'economia estrangera, la ciutat compta amb la zona de desenvolupament fundada el 1992. Es troba a l'est de la ciutat. L'àrea total prevista de 38,6 km² i actualment té 14 km². És a prop de les autopistes G319 i G107, i també la carretera Jingzhu. La distància entre la zona i l'aeroport és a 8 km. Les principals indústries de la zona inclouen les indústries de tecnologia, d'alta tecnologia i la indústria biològica.

## Clima
La temperatura mitjana de la ciutat és de 17 °C. Gener és el mes més fred amb 4,5 °C i el mes més calent és juliol amb 29 °C. La precipitació mitjana anual és 1330mm, la majoria té lloc a la primavera, amb un període lliure de neu de 275 dies.
Les quatre estacions són diferents. Els estius són llargs i calorosos, amb fortes pluges i la tardor se sent còmode amb abundant llum solar. L'hivern és relativament sec (però una mica humit i ennuvolat) però les onades de fred poden desplomar-la fins i tot per sota de zero.

## Llocs d'interès
- Wulingyuan: es tracta d'una zona escènica, declarada el 1992 Patrimoni de la Humanitat per la Unesco.[3] La zona inclou el Parc Nacional del Bosc de Zhangjiajie, la vall de Suoxiyu i les muntanyes Tianzi.
- Tombes de Mawangdui: van ser construïdes durant la dinastia Han i contenen tres tombes pertanyents a la família del duc Dai. Aquí es va trobar, en un estat de conservació excel·lent, la mòmia d'una dona. La mòmia de la senyora Xinzhui té una antiguitat aproximada de 2.500 anys.
- Jaciment de Zoumalou: on es trobaren les famoses fulles de bambú de Zoumalou, de l'època del regne Wu oriental.
- Pavelló Tianxin: va ser construït durant la dinastia Ming. Aquest pavelló, que té una alçada de 13 metres i una longitud de 220 metres, ha esdevingut un dels símbols de la ciutat.

## Personatges il·lustres
- Han Shaogong (en xinès tradicional: 韓少功; en xinès simplificat: 韩少功; en pinyin: Hán Shǎogōng) escriptor.[4]
- Can Xue (1953 -) crítica literària i escriptora.